# 언디스퓨티드 3
언디스퓨티드 3(Undisputed III: Redemption)은 미국에서 제작된 아이삭 플로렌틴 감독의 2010년 액션 영화이다. 스콧 앳킨스 등이 주연으로 출연하였고 즈비아 딥보트 등이 제작에 참여하였다.

## 출연

### 주연
- 스콧 앳킨스
- 미켈 샤넌 젠킨스

### 조연
- 마크 이바니어
- 흐리스토 쇼포프
- 마르코 자로
- 마이클 브랄
- 일람 최
- 로버트 코스탄조
- 라티프 크라우더
- 에스테반 쿠에토
- 베르농 도브체프
- 발렌틴 가네프
- 베리슬라브 파브로브

## 제작진
- Ass-PD: 조안 마오
- 배역: 로즈마리 웰든